# Edvin Paulsen
Edvin Paulsen (* 3. Dezember 1889 in Oslo; † 13. März 1963 ebenda) war ein norwegischer Turner.

## Erfolge
Edvin Paulsen, der für Oslo Turnforening turnte, nahm 1912 in Stockholm bei den Olympischen Spielen als Mitglied der norwegischen Turnriege im Wettbewerb teil, der nach dem sogenannten schwedischen System ausgetragen wurde. Dabei traten insgesamt drei Mannschaften an, die aus 16 bis 40 Turnern bestehen und während des einstündigen Wettkampfs gleichzeitig antreten mussten. Es wurden die Ausführungen der geturnten Übungen an den Geräten bewertet, aber auch das Verlassen und der Wechsel der Geräte sowie der Einmarsch zu Beginn. Das Gesamtergebnis war ein Durchschnittswert der Ergebnisse aller Turner. Neben den Norwegern traten auch Turnriegen aus Schweden und Dänemark an. Mit 937,46 Punkten setzten sich die Schweden deutlich gegen ihre Konkurrenten durch: Die Dänen erzielten 898,84 Punkte und belegten damit vor den drittplatzierten Norwegern mit 857,21 Punkten den zweiten Platz. Neben Paulsen gewannen Arthur Amundsen, Jørgen Andersen, Trygve Bøyesen, Georg Brustad, Conrad Christensen, Oscar Engelstad, Marius Eriksen, Aksel Hansen, Peter Hol, Eugen Ingebretsen, Olaf Ingebretsen, Olaf Jacobsen, Erling Jensen, Thor Jensen, Frithjof Olsen, Oscar Olstad, Carl Alfred Pedersen, Paul Pedersen, Realf Robach, Sigurd Smebye und Torleif Torkildsen die Bronzemedaille.